# Orsonwelles
Orsonwelles – rodzaj pająków z rodziny osnuwikowatych. Występuje endemicznie na Hawajach. Obejmuje 13 opisanych dotąd gatunków.

## Morfologia

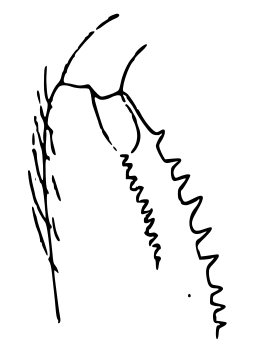
Zęby na szczękoczułkach O. torosus

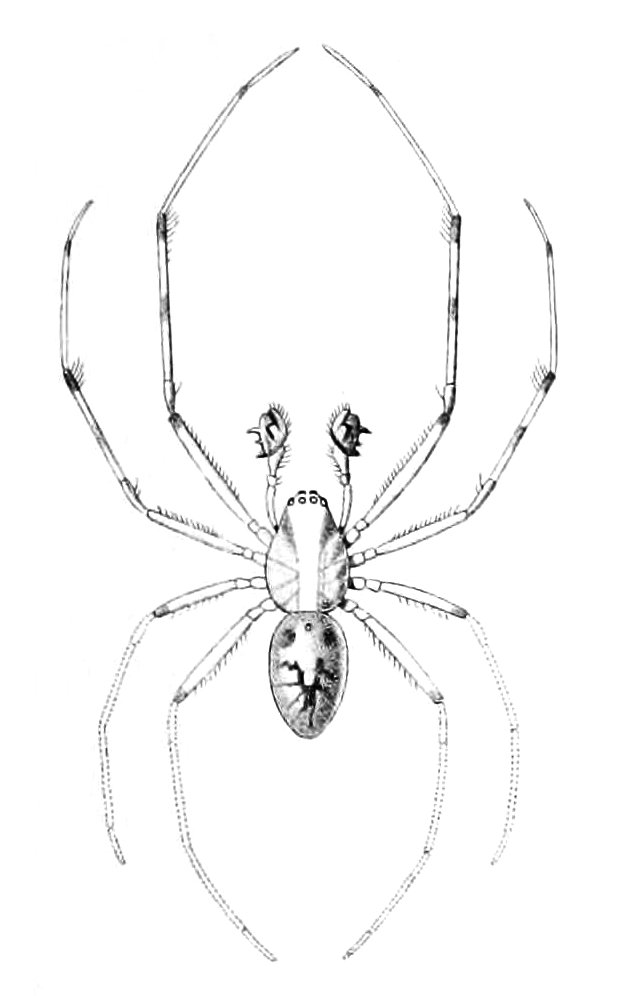
Orsonwelles malus

Samce osiągają od 6,2 do 11,35 mm długości ciała, z czego od 3,27 do 5,7 mm przypada na karapaks. Samice osiągają od 8,06 do 14,07 mm długości ciała, z czego od 3,72 do 6,63 mm przypada na karapaks. Rozmiary te czynią te pająki największymi przedstawicielami rodziny. Karapaks jest ciemnobrązowy lub szary z jasną przepaską podłużną. Oczy wszystkich par mają zbliżone średnice. Oczy przednio-boczne i tylno-boczne leżą obok siebie. Wysokość nadustka wynosi od 1,8- do 3,3-krotności średnicy oczu przednio-środkowych. Duże i masywne szczękoczułki pozbawione są rowków strydulacyjnych i mają od 9 do 17 zębów na krawędzi przedniej oraz od 7 do 13 zębów na krawędzi tylnej. Zęby szczękoczułków rozmieszczone są szeregowo. Ubarwienie szczękoczułków jest ciemniejsze niż reszty ciała. Sternum jest brązowawe z przyciemnionymi brzegami. Jego kształt jest dłuższy niż szeroki z przedłużeniem między biodrami ostatniej pary. Odnóża są zwykle ciemno obrączkowane, u samca dłuższe i cieńsze niż u samicy. Jako jedyni przedstawiciele osnuwikowatych mają na udach dwóch ostatnich par trichobotria. Uda samic mają kolce grzbietowe, natomiast kolce przednio-boczne występują tylko na udach pierwszej i, zazwyczaj, drugiej pary. Golenie samic zaopatrzone są w kolce brzuszne, przednio-boczne, tylno-boczne oraz dwa kolce grzbietowe. Kolczaste są również nadstopia wszystkich par odnóży.
Podłużnie jajowata w zarysie opistosoma ma ubarwienie ciemnobrązowe lub szare z nielicznymi kropkami w częściach przednio-bocznych oraz jaśniejszymi znakami, niekiedy o kształcie szewronów. Stożeczek jest duży, mięsisty i porośnięty szczecinkami. Kądziołki przędne pary przednio-bocznej mają liczne tartipory i rozległe pólka gruczołów gruszkowatych. Kądziołki przędne pary tylno-środkowej mają między gruczołem ampułkowatym mniejszym a gruczołem cylindrycznym od 1 do 4 gruczołów groniastych. Kądziołki przędne pary tylno-bocznej mają między dwoma gruczołami cylindrycznymi od 72 do 288 gruczołów groniastych ustawionych w trzech szeregach. 
Nogogłaszczki samca mają cymbium o tępym wierzchołku oraz mniej lub bardziej spiczastej cymbialnej apofizie retrolateralnej. Małe, L-kształtne paracymbium styka się na obu końcach z ektalną krawędzią cymbium i pozbawione jest wolnego ramienia. Między wklęsłym brzegiem paracymbium i cymbium znajduje się głęboki otwór. Tegulum ma wystający wierzchołek, a suprategulum jest długie, wąskie, u nasady nabrzmiałe, a dystalnie zaopatrzone w haczykowatą apofizę. Embolus ma szeroką podstawę i zwykle nie jest nitkowaty. Apofiza terminalna nie jest skręcona i dzieli się na trzy lub cztery płaty. Płytka płciowa samicy pozbawiona jest przedsionka i trzonka, a kieszonkę ma co najwyżej szczątkową. Spermateki są małe i kuliste w kształcie.

## Występowanie i ekologia
Rodzaj występuje endemicznie na Hawajach. Poszczególne gatunki są endemitami pojedynczych wysp. Sześć gatunków występuje tylko na Kauaʻi, trzy tylko na Oʻahu, dwa tylko na Molokaʻi i po jednym na Hawaiʻi i Maui. Najszersze zasięgi mają O. polites z gór Waiʻanae na Oʻahu, O. falstaffius z Maui i O. graphicus z Hawaiʻi. Pozostałe gatunki mają bardzo wąskie zasięgi. Rozmieszczenie gatunków ma zwykle charakter allopatryczny. Sympatryczne występowanie potwierdzono tylko u O. calx i O. ventus w górach Makaleha, aczkolwiek możliwy jest również sympatryczny charakter zasięgów O. othello i O. macbeth na Molokaʻi.
Pająki te zasiedlają głównie pierwotne lasy deszczowe i mezofityczne lasy mieszane. Tylko nieliczne gatunki odnotowano w siedliskach zaburzonych działalnością ludzką, szczególnie gatunkami obcymi. Większość przedstawicieli rodzaju zamieszkuje na większych rzędnych. Tylko nieliczne gatunki spotykane są na terenach niżej położonych.
Olbrzymie jak na osnuwikowate rozmiary Orsonwelles są przykładem gigantyzmu wyspowego. Masywne i uzębione szczękoczułki tych pająków pozwalają im zajmować niszę generalistycznych drapieżników; ich ofiarami padają nawet lądowe obunogi. Przedstawiciele rodzaju budują płachtowate sieci łowne z gęstą siateczką nici na platformie i z końcem najbliższym podłożu przedłużonym w lejek służący za kryjówkę. Pająk spędza w tym lejku dni, zaś nocami zwisa głową w dół, czatując na ofiary. Zwykle sieci poszczególnych osobników budowane są blisko siebie. Izolowane sieci spotyka się rzadko. W sieciach Orsonwelles często bytują kleptopasożytnicze omatnikowate z rodzaju Argyrodes.

## Taksonomia
Rodzaj ten wprowadzony został w 2002 roku przez Gustava Hormigę na łamach Invertebrate Systematics. Autor ten w tej samej pracy opisał również 11 jego gatunków. Gatunkiem typowym wyznaczył O. polites. Nazwa rodzajowa upamiętnia reżysera i aktora, Orsona Wellesa. Przed rewizją Hormigi znane były tylko dwa gatunki, oba opisane w 1900 roku przez Eugène’a Simona i zaliczane do rodzaju Labulla. Monofiletyzm rodzaju potwierdza co najmniej 25 synapomorfii.
Do rodzaju tego zalicza się 13 opisanych dotąd gatunków:
- Orsonwelles ambersonorum Hormiga, 2002
- Orsonwelles arcanus Hormiga, 2002
- Orsonwelles bellum Hormiga, 2002
- Orsonwelles calx Hormiga, 2002
- Orsonwelles falstaffius Hormiga, 2002
- Orsonwelles graphicus (Simon, 1900)
- Orsonwelles iudicium Hormiga, 2002
- Orsonwelles macbeth Hormiga, 2002
- Orsonwelles malus Hormiga, 2002
- Orsonwelles othello Hormiga, 2002
- Orsonwelles polites Hormiga, 2002
- Orsonwelles torosus (Simon, 1900)
- Orsonwelles ventus Hormiga, 2002